# Klein Rönnau
Klein Rönnau település Németországban, Schleswig-Holstein tartományban. Lakosainak száma 1929 fő (2023. december 31.).

## Népesség
A település népességének változása:
| Lakosok száma | 867  | 1600 | 1643 | 1690 | 1806 | 1891 | 1929 |
|               | 1975 | 2016 | 2017 | 2019 | 2021 | 2022 | 2023 |